# Skałki (Pogórze Kaczawskie)
Skałki (niem. Küchenberg) – wzniesienie o wysokości 316 m n.p.m., w południowo-zachodniej Polsce, na Pogórzu Kaczawskim, na Pogórzu Zachodniosudeckim (dawniej Sudety Zachodnie).
Skałki leżą na terenie Parku Krajobrazowego „Chełmy”, w południowo-wschodniej części Pogórza Kaczawskiego, na Pogórzu Złotoryjskim, nieopodal miejscowości Myślibórz.
Wzniesienie stanowi niższą kulminację Rataja (350 m n.p.m.). Jest pochodzenia powulkanicznego, zbudowane ze staropaleozoicznych zieleńców i fyllitów. 
Zbocza góry porasta las mieszany. Na wierzchołku zachowały się ślady wałów i fosy grodziska średniowiecznego, datowanego na IX-X w. 
W przeszłości na Skałkach poszukiwano rud metali. Pozostałością po działalności górniczej są dwa szyby oraz hałda.

## Turystyka
W pobliżu szczytu prowadzi szlak turystyczny:
- czerwony – prowadzący z Bolkowa do Złotoryi.